# Áruló nyolcak
Az áruló nyolcak nyolc alkalmazottból álló csoport volt, amely 1957-ben elhagyta a Shockley Semiconductor Laboratoryt, hogy megalapítsa a Fairchild Semiconductort.
William Shockley 1956-ban felvett egy csoport fiatal doktoranduszt azzal a céllal, hogy új félvezető eszközöket fejlesszenek ki és állítsanak elő. Bár Shockley fizikai Nobel-díjat kapott, és tapasztalt kutató és tanár volt, a csoport vezetése tekintélyelvű és népszerűtlen volt, amit csak tetézett, hogy Shockley kutatásai nem bizonyultak gyümölcsözőnek. Miután a Shockley leváltására irányuló kérésüket visszautasították, a nyolcak elmentek, hogy saját céget alapítsanak.
Shockley "árulásként" jellemezte távozásukat. A nyolc, a Shockley Semiconductort elhagyó személy Julius Blank, Victor Grinich, Jean Hoerni, Eugene Kleiner, Jay Last, Gordon Moore, Robert Noyce és Sheldon Roberts volt. 1957 augusztusában megegyeztek Sherman Fairchilddel, és 1957. szeptember 18-án megalapították a Fairchild Semiconductort. Az újonnan alapított Fairchild Semiconductor hamarosan a félvezetőipar vezető vállalatává nőtte ki magát. 1960-ban a Szilícium-völgy inkubátorává vált, és közvetlenül vagy közvetve több tucat vállalat, köztük az Intel és az AMD létrehozásában vett részt. 1960-ban e számos spin-off vállalatot "Fairchildren" néven kezdték el emlegetni.